# Mycetophila kunasensis
Mycetophila kunasensis är en tvåvingeart som beskrevs av Lane 1955. Mycetophila kunasensis ingår i släktet Mycetophila och familjen svampmyggor. Inga underarter finns listade i Catalogue of Life.